# Малый Кавказ
Ма́лый Кавка́з (азерб. Kiçik Qafqaz, арм. Փոքր Կովկաս, груз. მცირე კავკასიონი) — горная система на Южном Кавказе, представляющая собой сложную систему хребтов, вулканических нагорий и плато.

## Географическое положение

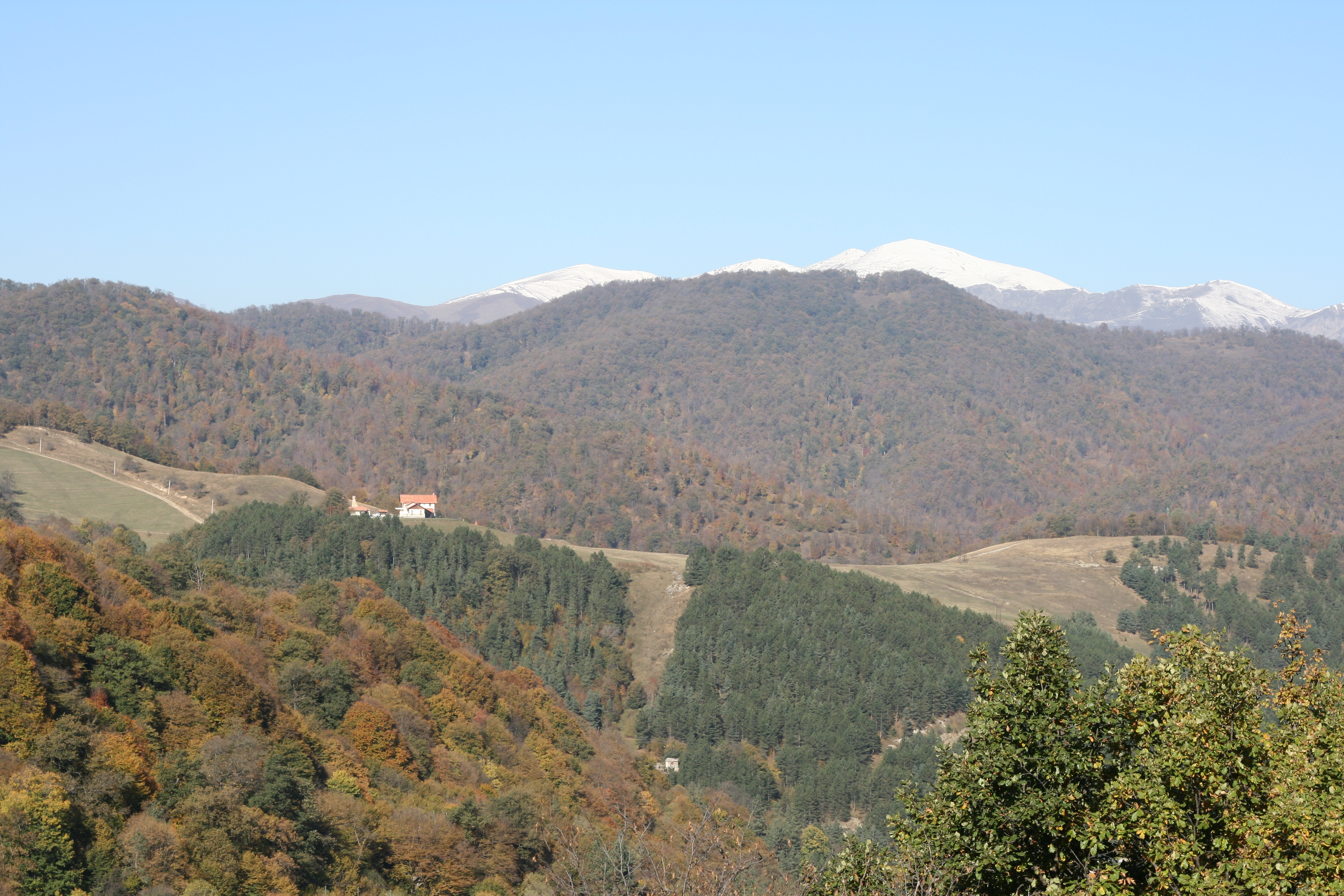
Горы Малого Кавказа в Армении

Соединяется с Большим Кавказом Лихским хребтом, на западе отделяется от него Колхидской низменностью, на востоке — Кура-Аракской низменностью. Окаймляет с севера и северо-востока Армянское нагорье, продолжением которого служат Талышские горы и Ленкоранская низменность, отделённые от системы Армянского нагорья нижним течением реки Аракс.
От Большого Кавказа отличается отсутствием главного осевого хребта, меньшими абсолютными высотами вершин (не более 4000 м), значительно менее резким эрозионным расчленением и незначительным проявлением современного оледенения.
Протяжённость — около 600 км.
Высочайшая вершина Малого Кавказа — гора Арагац (4090 м).

## Флора
На северном склоне преобладают: на западе — лесные ландшафты влажных субтропиков, на востоке — субтропические ландшафты ксерофитных лесов и кустарников, в среднегорье — горно-лесные, на гребнях хребтов — горно-луговые. На южном склоне — большей частью степи с редколесьями и кустарниками, сливающиеся со степными ландшафтами Армянского нагорья. Леса хвойные и широколиственные.

## Хребты
В систему Малого Кавказа входят сменяющие друг друга по простиранию складчатые хребты, которые образуют пологую дугу, обращённую выпуклой стороной к северо-востоку.
- Триалетский хребет
- Месхетский хребет
- Шавшетский хребет
- Гугарац
- Вирахайоцский хребет (Сомхетский)
- Мургузский хребет
- Севанский хребет (Шахдагский)
- Зангезурский хребет
- Муровдагский хребет
- Карабахский хребет юго-восточным органичным продолжением Карабахского являются Талышские горы)

## Нагорья
B позднем миоцене значительные площади в центральной части Малого Кавказа были охвачены мощным наземным вулканизмом, создавшим Армянское (включающее в себя, в том числе, Джавахетское, Карабахское) вулканические нагорья c рядом крупных стратовулканов (Арагац и др.). Вулканическая деятельность продолжалась до голоцена включительно.

## Название
В древности Малый Кавказ называли Антикавка́зом греч. Αντι-Καύκασος англ. Anticaucasus Anti-Caucasus), это название можно встретить на российских и европейских картах и в энциклопедиях XIX и начала XX века (в частности в Британской энциклопедии).

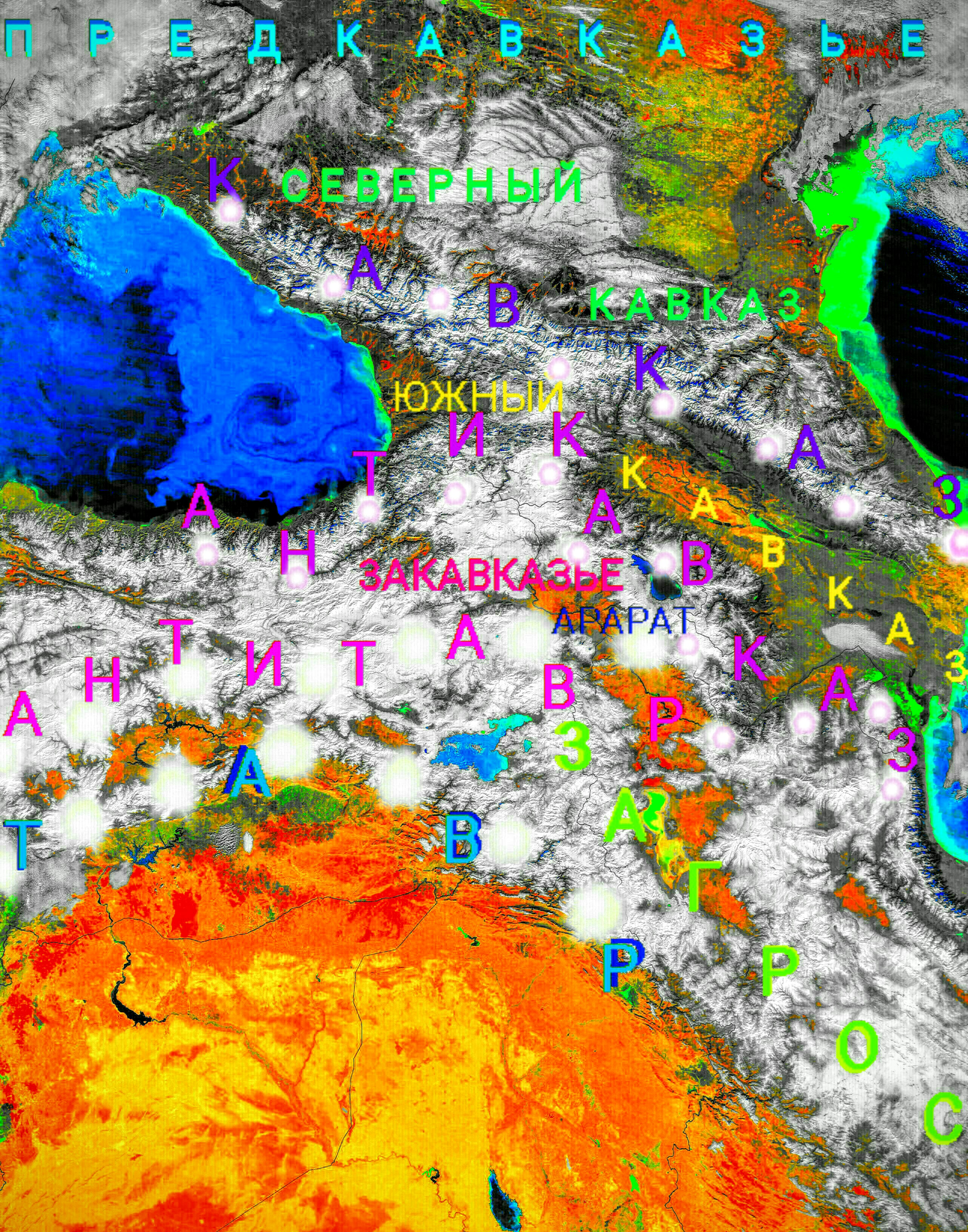
Горы Кавказа, Армянского нагорья, Тавроса и Загроса

Это название восходит к античности, когда древние греки называли Кавказом все цепи горных систем протянувшихся между и вдоль Чёрного и Каспийского морей от восточной Понтики до Памира, что выразилось в названии города Александрии Кавказской (Αλεξάνδρεια στον Καύκασο), основанного Александром Македонским на Гиндукуше, недалеко от современного Кабула.
Древние арабы, а до них древние греки, персы и римляне располагали страну Армению (Асафиль аль-Арминийя (географически Армянское нагорье) между Таурусом (Тавросом, Армянским Тавром) и Каукасом (центральной и юго-восточной частью главного Кавказского хребта).
Все те горные хребты, которые пролегают по центру Армянского нагорья параллельно Тавру (Taurus) от Верхнеевфратской до Арранской низменности (от Дерсима до Муровдага), назывались Антитавр (Антитаврос, Антитаурус), а все те хребты, которые идут параллельно Кавказу (Caucasus) (от Талышских гор до гор Лазистана), назывались Антикавказ
.
Горная система Антикавказа разделяет две географические области; от своих северных склонов Южный Кавказ, входящий в регион Кавказа, и от южных склонов Закавказье, расположенное во внутренней части Армянское нагорье.

## Фотогалерея

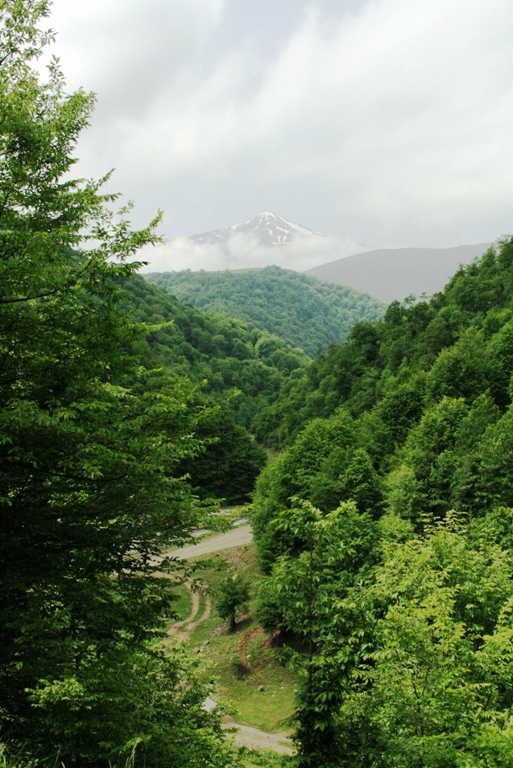
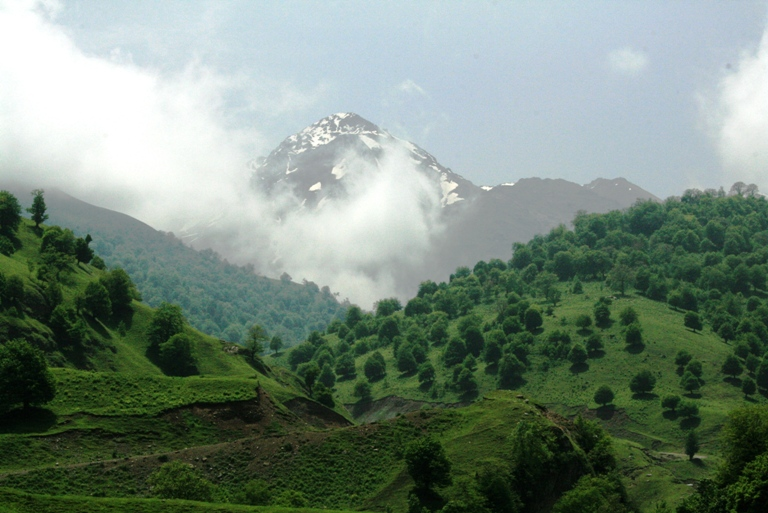
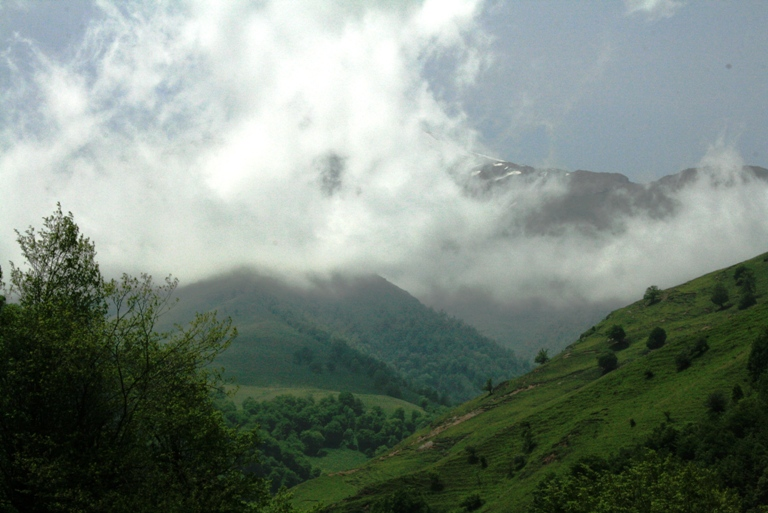